# Analogimaskin

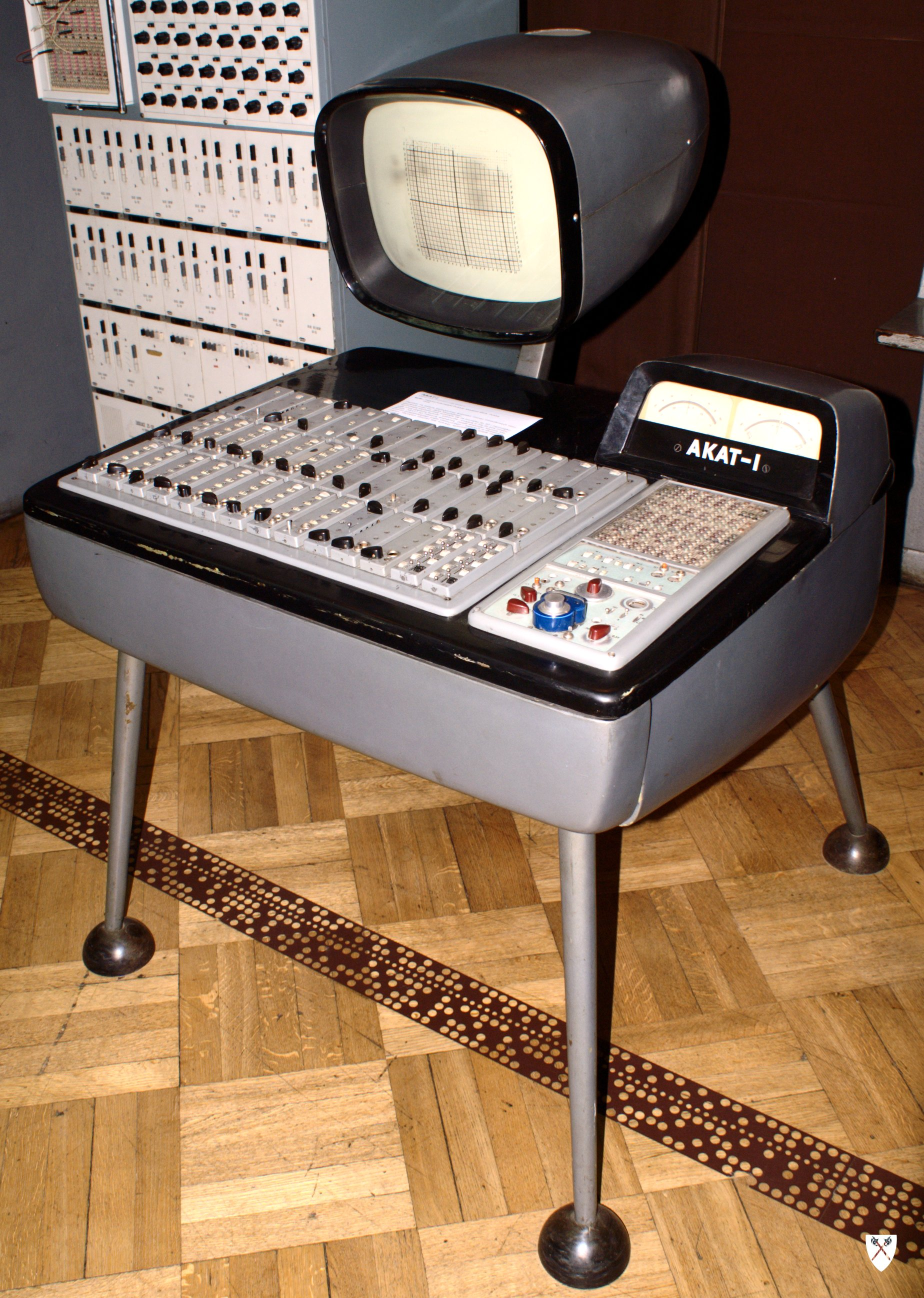
Polsk analogdator, AKAT

En analogimaskin eller analog dator är ett hjälpmedel vid komplicerade tekniska beräkningar, där värden på variabler och lösningar genom analogi (motsvarighet eller jämförbarhet) representeras av fysiska storheter som längd, volym, tid, tryck, värme, elektrisk ström, elektrisk spänning, resistans, kapacitans och frekvens. Sitt ursprung har denna sorts beräkningar i Euklides geometri och i manuella redskap som passare, linjal, räknesticka, planimeter och nomogram, men analogimaskinen är till skillnad från dessa en maskin, som mer eller mindre automatiskt utför en beräkning i flera steg.
Analogimaskiner hade sin storhetstid under 1930- till 1950-talen, då de i vissa tillämpningar utgjorde ett alternativ till automatiska beräkningar i sifferform med räknesnurra, elektrisk dator och miniräknare. Under övergångstiden kallades de första moderna datorerna för siffermaskiner eller digitala matematikmaskiner, för att skilja dem från sina analoga kusiner. Adjektiven digital (av engelska digit = siffra, i sin tur av latinets digitus = finger) och analog (av analogi) används sedan dess för att skilja mellan matematisk representation genom diskreta (siffer-) respektive kontinuerliga värden. De första omvandlarna från analoga till digitala signaler (A/D-omvandlare) och omvänt (D/A-omvandlare) utvecklades som gränssnitt mellan analogimaskiner och siffermaskiner. Den svenska termen "analog dator" är något av en anakronism eftersom ordet dator introducerades 1968 av Börje Langefors, när analogimaskinerna var på väg att dö ut.
Utöver teoretiska beräkningar användes analogimaskiner även direkt för övervakning och styrning av maskiner genom reglerteknik och servon. Det digitala alternativet benämns då relästyrning, "numerisk styrning" eller CNC (computerized numerical control). 
En annan tidig tillämpning för analoga maskiner var beräkning i realtid av skjutelementen för artilleri med rörliga mål, dvs till sjöss och i luften. 
Mest intresse rörde de elektroniska analogimaskinerna. I sin enklaste form kan en division utföras genom att ställa in en spänning (U) över ett variabelt motstånd (R, potentiometer) och mäta den resulterande strömmen (I). Ohms lag säger att I = U / R. Genom att ladda upp och ur kondensatorer kan exponentialfunktionen studeras, liksom derivata och integral. Vid konstruktionen av analogimaskiner för mer komplicerade sammanhang har man ofta nytta av en enkel elektronisk förstärkare med mycket hög förstärkningsgrad. Denna brukar kallas operationsförstärkare och finns att köpa som färdig integrerad krets, som blir mycket billig genom att tillverkas i stora antal. Elektronikens miniatyrisering bidrog till att slå undan konkurrerande sätt att bygga analogimaskiner med mekanisk rörelse eller hydrauliskt tryck.
Inom den tidiga elektronmusiken har analogimaskinen en nära släkting i den analoga synthesizern, som på 1960- och 1970-talet utgjorde en övergång mellan den elektromekaniska hammondorgeln och dagens digitala synthesizers. Robert Moog gjorde tidigt stora apparatlådor som innehöll flera olika analoga enheter för tonalstring, modulering, klangfiltrering och styrning av tidsförlopp. De spänningsstyrda enheterna kunde kopplas samman på godtyckligt sätt med sladdar enligt beprövad telefonväxelteknik.

## Galleri

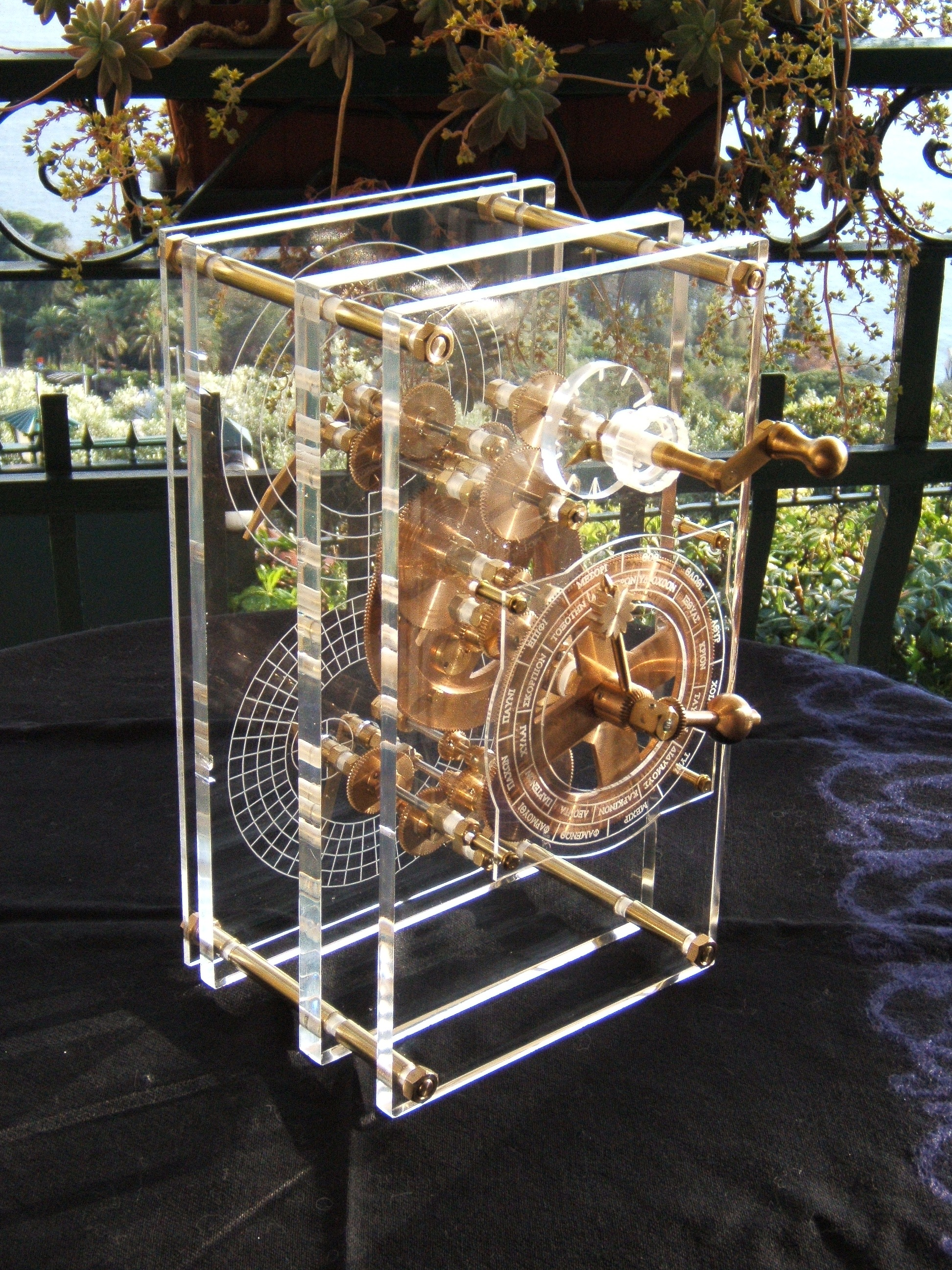
Antikytheramekanismen är ett exempel på en analog dator.
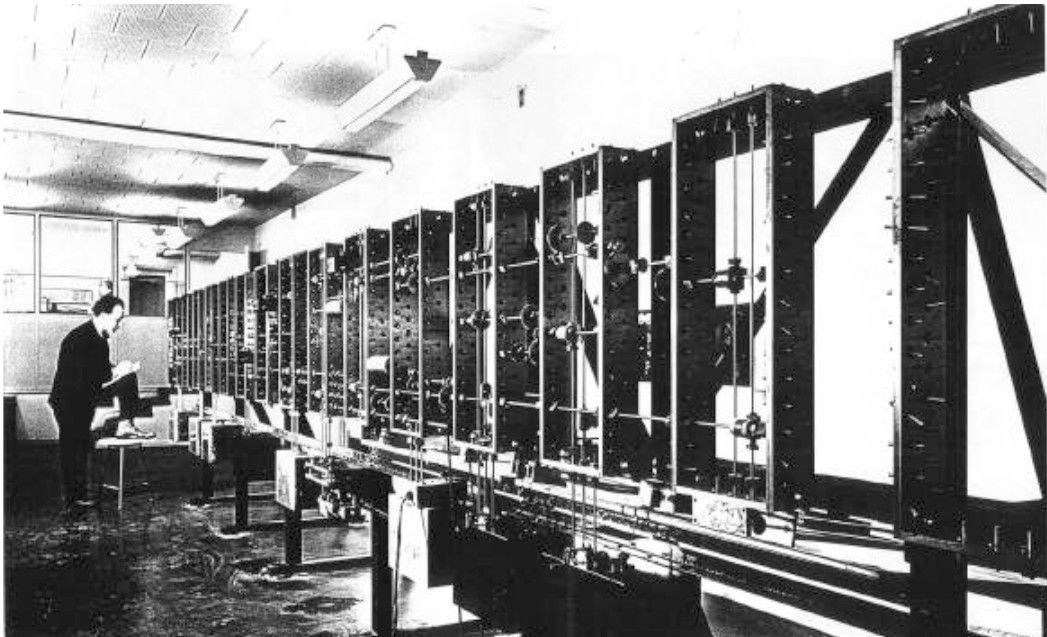
Chalmers mekaniska differentialanalysator konstruerad av Stig Ekelöf.